# Statek kosmiczny Ścianka
Statek kosmiczny Ścianka – debiutancki album zespołu Ścianka z 1998 roku, wydany nakładem Biodro Records, wytwórni założonej przez Tymona Tymańskiego.
Płyty nie promowały single, powstał natomiast teledysk do „Piosenki no 3”. Debiut zebrał pozytywne recenzje i przysporzył Ściance sporą popularność; sprzedano ponad 5 tysięcy egzemplarzy płyty. Pod koniec 2009 roku ukazała się, nakładem wytwórni Cieślaka My Shit In Your Coffee, zremasterowana reedycja albumu.
Utwór „Skuter” stał się oficjalnym hymnem 2. OFF Festiwalu – festiwalu muzyki alternatywnej w Mysłowicach.
Mimo że oficjalne źródła i okładka płyty podają taką nazwę albumu, często spotyka się tytuł Statek kosmiczny.

## Lista utworów
Obok trzynastu utworów (w tym jednego półminutowego żartu „Sprawa 5-ciu pracowników...”) na płycie znalazło się pięć przerywników długości 5-40 sekund, zaznaczono w książeczce do płyty odręcznymi szlaczkami, ale bez oficjalnych tytułów. W wywiadzie z Maciejem Cieślakiem dla Machiny z marca 2010 o reedycji Statku utwory te podpisane zostały jako „Wcinki”, z numeracją odpowiadającą ich długości.
1. [bez tytułu] – 0:10
2. "Skuter" – 2:31
3. [bez tytułu] – 0:29
4. "Ścianka" – 7:18
5. "Piosenka No 3" – 3:44
6. "Insect power" – 2:34
7. [bez tytułu] – 0:05
8. "Czerwone kozaki" – 7:51
9. "Sopot" – 2:55
10. "Trans-Atlantyk" – 8:57
11. [bez tytułu] – 0:41
12. "Sprawa 5-ciu pracowników Instytutu Badań Kosmicznych, zbiegłych w kwietniu 1973 z terenu zakładu w Beskid Wschodni i tam doszczętnie zdziczałych" – 0:30
13. "Chudy" – 3:12
14. "Down there low" – 7:54
15. "Sopot II" – 3:53
16. [bez tytułu] – 0:05
17. "Piórko" – 6:39
18. "Ja nie" – 5:06

## Recenzje
Debiut Ścianki spotkał się z życzliwym przyjęciem krytyki muzycznej. Tomek Zrąbkowski z Brum pisał, że Ścianka "unicestwia swą energią, pasją, żywotnością, nieograniczoną inwencją grania, pokręconą strukturą, wciągającą melodią, rozpasaną improwizacją, nieposkromionym temperamentem, wykręconą wrażliwością i destrukcyjnym zapałem".
Grzegorz Brzozowicz w Machinie przyznał płycie ocenę 4/5 i "Typ Machiny". Recenzent uznał, że "Statek kosmiczny wypełnia eklektyczna muzyka, która ujawnia wiele fascynacji, jakim podlegają muzycy zespołu", i znalazł w muzyce grupy inspiracje muzyką takich zespołów, jak The Jon Spencer Blues Explosion, The Residents, Hawkwind. Skrytykował teksty zespołu, ale podsumował recenzję stwierdzeniem, że "grupa (...) w swoim sopockim garażu nagrała płytę, która daje nadzieję na odrodzenie się inteligentnej rodzimej muzyki rockowej". Artur Lipiński w zinie "Wiatry" ukuł termin "Post-fuckin'avant-hendrix'grunge-noise-rock" na określenie muzyki Ścianki, którą przyrównał do muzyki spod znaku wytwórni noise’owych Amphetamine Reptile i SKiN GRAFT. Jolka Madziar z "XL" skrytykowała łączenie Ścianki z trójmiejską sceną yassową, znajdując w muzyce grupy nawiązania do The Stooges, Captaina Beefhearta, Velvet Underground, MC5 i Pink Floyd. Recenzentka przyznała płycie najwyższą ocenę.

## Nagrody
Płyta została nominowana do Fryderyków w 1998 roku, w kategorii „Debiut roku”. Została uznana za „Debiut roku” przez magazyn „Tylko Rock”, a „Machina” określiła ją jako jedną z pięciu niszowych płyt roku (obok albumów Kur, Łoskotu, Mapy i Ewy Braun).